# Wickwar
Wickwar è una cittadina del Gloucestershire, in Inghilterra.